# Campeonato Carioca 2016
El Campeonato Carioca de 2016 fue la edición 118.ª del principal campeonato de clubes de fútbol del Estado de Río de Janeiro. El torneo es organizado por la Federação de Futebol do Estado do Rio de Janeiro (FFERJ) y está entre los torneos más importantes del país. Concede cuatro cupos a la Copa de Brasil 2017 y un cupo al Campeonato Brasileño de Serie D del año 2016.
Actualmente, el torneo cuenta con dos rondas: la Taça Guanabara y la Taça Río, aunque existen torneos adicionales. La existencia de estos torneos depende de la organización para cada edición.
Debido a la preparación de los Juegos Olímpicos de Río de Janeiro 2016, el Estadio Maracaná y el Estadio João Havelange no estuvieron disponibles a excepción de las finales. Por tanto, los partidos clásicos entre los cuatro equipos grandes se jugaron en otras ciudades del país.

## Sistema de juego
Para la edición del año 2016, se cambió el sistema de juego con respecto a los años anteriores. 
Para la primera fase, se abrieron dos grupos de 8 equipos cada uno siendo Vasco da Gama y Botafogo, los cabezas de grupo. Los equipos de cada grupo se enfrentarán con los del otro grupo completando 8 partidos cada equipo.
Los primeros cuatro clasificados de cada grupo conformarán en grupo C y los cuatro últimos conformarán en grupo D. En esta fase, los equipos de cada grupo se enfrentarán entre sí.
El primer equipo del grupo C será declarado campeón de la Taça Guanabara y con los siguientes tres clasificados, se jugarán las semifinales del Campeonato Carioca. Los equipos ubicados en la quinta y sexta posición clasificarán a las semifinales de la Taça Río.
Por otro lado, en el grupo D, los dos mejores equipos ubicados clasificaran a las semifinales de la Taça Río mientras que los dos últimos equipos descenderán al Campeonato Carioca A2 de 2017 en caso de que no haya empate en puntos.

### Criterios de desempate
En caso de empate, se sigue el siguiente orden:
1. Número de partidos ganados.
2. Diferencia de gol.
3. Número de goles marcados.
4. Resultado del duelo directo entre los clubes.
5. Número de tarjetas amarillas o rojas.
6. Sorteo.

## Equipos participantes

### Ascensos y descensos
| Pos. | Descendidos en la temporada 2015 |
| ---- | -------------------------------- |
| 15º  | Nova Iguaçu                      |
| 16º  | Barra Mansa                      |

| Pos. | Ascendidos de la Serie A2 - 2015 |
| ---- | -------------------------------- |
| 1º   | América                          |
| 2º   | Portuguesa                       |

### Información de los equipos
| Equipo           | Ciudad          | Estadio             | Capacidad | Posición 2014 |
| ---------------- | --------------- | ------------------- | --------- | ------------- |
| América          | Río de Janeiro  | Guilite Coutinho    | 13 544    | 1º (Serie B)  |
| Bangu            | Río de Janeiro  | Moça Bonita         | 9 024     | 8º            |
| Boavista         | Saquarema       | Eucy Resende        | 3 339     | 14°           |
| Bonsucesso       | Río de Janeiro  | Leônidas da Silva   | 13 000    | 12°           |
| Botafogo         | Río de Janeiro  | Nilton Santos       | 23 668    | 2º            |
| Cabofriense      | Cabo Frío       | Alair Corrêa        | 4 200     | 11°           |
| Flamengo         | Río de Janeiro  | Maracanã            | 78 838    | 3°            |
| Fluminense       | Río de Janeiro  | Maracanã            | 78 838    | 4°            |
| Friburguense     | Nova Friburgo   | Eduardo Guinle      | 6 550     | 10º           |
| Macaé            | Macaé           | Moacyrzão           | 15 000    | 6°            |
| Madureira        | Río de Janeiro  | Conselheiro Galvão  | 5 062     | 5°            |
| Portuguesa       | Río de Janeiro  | Luso Brasileiro     | 5 600     | 2º (Serie B)  |
| Resende          | Resende         | do Trabalhador      | 4 600     | 9°            |
| Tigres do Brasil | Duque de Caxias | Los Larios          | 8 000     | 13°           |
| Vasco da Gama    | Río de Janeiro  | São Januario        | 24 585    | 1°            |
| Volta Redonda    | Volta Redonda   | Raulino de Oliveira | 20 255    | 7°            |

## Fase clasificatoria

### Grupo A
| Pos. | Equipos       | PJ | PG | PE | PP | GF | GC | Dif. | Pts. |
| ---- | ------------- | -- | -- | -- | -- | -- | -- | ---- | ---- |
| 1.   | Vasco da Gama | 8  | 4  | 4  | 0  | 18 | 6  | +12  | 20   |
| 2.   | Boavista      | 8  | 4  | 3  | 1  | 13 | 7  | +6   | 15   |
| 3.   | Fluminense    | 8  | 4  | 1  | 3  | 16 | 11 | +5   | 13   |
| 4.   | Bangu         | 8  | 3  | 2  | 3  | 13 | 11 | +2   | 11   |
| 5.   | Cabofriense   | 8  | 2  | 1  | 5  | 9  | 12 | -3   | 7    |
| 6.   | Portuguesa    | 8  | 2  | 1  | 5  | 11 | 17 | -6   | 7    |
| 7.   | Resende       | 8  | 1  | 4  | 3  | 5  | 11 | -6   | 7    |
| 8.   | Macaé         | 8  | 1  | 1  | 6  | 5  | 12 | -8   | 4    |

### Grupo B
| Pos. | Equipos          | PJ | PG | PE | PP | GF | GC | Dif. | Pts. |
| ---- | ---------------- | -- | -- | -- | -- | -- | -- | ---- | ---- |
| 1.   | Botafogo         | 8  | 7  | 1  | 0  | 12 | 3  | +9   | 22   |
| 2.   | Flamengo         | 8  | 6  | 1  | 1  | 19 | 4  | +15  | 19   |
| 3.   | Volta Redonda    | 8  | 3  | 4  | 1  | 13 | 10 | +3   | 13   |
| 4.   | Madureira        | 8  | 3  | 3  | 2  | 12 | 12 | 0    | 12   |
| 5.   | América          | 8  | 3  | 2  | 3  | 9  | 9  | 0    | 11   |
| 6.   | Friburguense     | 8  | 3  | 2  | 3  | 10 | 13 | -3   | 11   |
| 7.   | Tigres do Brasil | 8  | 1  | 1  | 6  | 6  | 17 | -11  | 1    |
| 8.   | Bonsucesso       | 8  | 0  | 1  | 7  | 6  | 22 | -16  | -2   |

|  |                         |
|  | Clasificado al Grupo C. |
|  | Clasificado al Grupo D. |

### Resultados
- Los estadios y horarios de cada juego se encuentran en el fixture publicado por la FFERJ.[5]

- La hora de cada encuentro corresponde al huso horario correspondiente al Estado de Río de Janeiro (UTC-5).

| Portuguesa    | 3 - 2 | Tigres do Brasil | Luso Brasileiro     | 30 de enero | 17:00 |
| Friburgense   | 1 - 0 | Macaé            | Eduardo Guinle      | 30 de enero | 17:00 |
| Bangu         | 0 - 2 | Botafogo         | Moça Bonita         | 30 de enero | 17:00 |
| Flamengo      | 1 - 1 | Boavista         | Giulite Coutinho    | 30 de enero | 19:30 |
| Cabofriense   | 0 - 0 | América          | Correão             | 30 de enero | 19:30 |
| Bonsucesso    | 0 - 2 | Resende          | Luso Brasileiro     | 31 de enero | 17:00 |
| Vasco da Gama | 4 - 1 | Madureira        | São Januario        | 31 de enero | 17:00 |
| Volta Redonda | 3 - 1 | Fluminense       | Raulino de Oliveira | 31 de enero | 19:30 |

| Botafogo         | 2 - 1 | Portuguesa    | São Januario        | 2 de febrero | 20:30 |
| Resende          | 1 - 1 | Volta Redonda | Luso Brasileiro     | 3 de febrero | 17:00 |
| Boavista         | 4 - 0 | Friburguense  | Eucy Resende        | 3 de febrero | 17:00 |
| Madureira        | 4 - 2 | Cabofriense   | Conselheiro Galvão  | 3 de febrero | 17:00 |
| Fluminense       | 4 - 0 | Bonsucesso    | Raulino de Oliveira | 3 de febrero | 19:30 |
| Macaé            | 0 - 2 | Flamengo      | Moacyrzão           | 3 de febrero | 21:45 |
| Tigres do Brasil | 0 - 2 | Bangu         | Los Larios          | 4 de febrero | 17:00 |
| América          | 1 - 3 | Vasco da Gama | Giulite Coutinho    | 4 de febrero | 19:30 |

| Tigres do Brasil | 2 - 3 | Boavista      | Los Larios          | 10 de febrero | 16:45 |
| América          | 2 - 0 | Resende       | Giulite Coutinho    | 10 de febrero | 17:00 |
| Bangu            | 3 - 1 | Friburguense  | Moça Bonita         | 10 de febrero | 17:00 |
| Botafogo         | 1 - 0 | Macaé         | Los Larios          | 10 de febrero | 19:30 |
| Vasco da Gama    | 2 - 0 | Volta Redonda | São Januario        | 10 de febrero | 19:30 |
| Portuguesa       | 0 - 5 | Flamengo      | Raulino de Oliveira | 10 de febrero | 21:45 |
| Madureira        | 3 - 3 | Fluminense    | Moacyrzão           | 11 de febrero | 17:00 |
| Cabofriense      | 3 - 1 | Bonsucesso    | Eucy Resende        | 11 de febrero | 17:00 |

| Macaé         | 2 - 1 | América          | Moacyrzão           | 13 de febrero | 17:00 |
| Resende       | 0 - 1 | Botafogo         | Raulino de Oliveira | 13 de febrero | 19:30 |
| Boavista      | 1 - 0 | Madureira        | Eucy Resende        | 14 de febrero | 17:00 |
| Vasco da Gama | 1 - 0 | Flamengo         | São Januario        | 14 de febrero | 17:00 |
| Friburguense  | 2 - 0 | Cabofriense      | Eduardo Guinle      | 14 de febrero | 17:00 |
| Bonsucesso    | 0 - 3 | Bangu            | Luso Brasileiro     | 14 de febrero | 17:00 |
| Fluminense    | 4 - 0 | Tigres do Brasil | Raulino de Oliveira | 14 de febrero | 19:30 |
| Volta Redonda | 2 - 2 | Portuguesa       | Raulino de Oliveira | 15 de febrero | 19:30 |

| América          | 3 - 2 | Bangu         | Giulite Coutinho   | 18 de febrero | 21:00 |
| Macaé            | 2 - 2 | Bonsucesso    | Moacyrzão          | 20 de febrero | 17:00 |
| Madureira        | 2 - 1 | Portuguesa    | Conselheiro Galvão | 20 de febrero | 17:00 |
| Tigres do Brasil | 0 - 2 | Vasco da Gama | Los Larios         | 20 de febrero | 19:30 |
| Boavista         | 1 - 1 | Volta Redonda | Eucy Resende       | 21 de febrero | 16:00 |
| Resende          | 1 - 1 | Friburguense  | Trabalhador        | 21 de febrero | 16:00 |
| Botafogo         | 2 - 1 | Cabofriense   | São Januario       | 21 de febrero | 17:00 |
| Fluminense       | 1 - 2 | Flamengo      | Mané Garrincha     | 21 de febrero | 19:30 |

| Madureira        | 1 - 0 | Macaé         | Conselheiro Galvão | 24 de febrero | 16:00 |
| Bangu            | 1 - 1 | Volta Redonda | Moça Bonita        | 24 de febrero | 16:00 |
| Cabofriense      | 0 - 1 | Flamengo      | Moacyrzão          | 24 de febrero | 19:30 |
| Tigres do Brasil | 1 - 1 | Resende       | Los Larios         | 24 de febrero | 19:30 |
| Botafogo         | 2 - 0 | Fluminense    | Kleber Andrade     | 24 de febrero | 21:45 |
| Portuguesa       | 3 - 1 | Bonsucesso    | Luso Brasileiro    | 25 de febrero | 16:00 |
| Vasco da Gama    | 2 - 2 | Friburguense  | São Januario       | 25 de febrero | 19:00 |
| América          | 1 - 1 | Boavista      | Giulite Coutinho   | 25 de febrero | 21:00 |

| Bangu         | 1 - 1 | Madureira        | Moça Bonita         | 27 de febrero | 16:00 |
| Cabofriense   | 2 - 0 | Tigres do Brasil | Moacyrzão           | 27 de febrero | 16:00 |
| Bonsucesso    | 1 - 2 | Boavista         | Moça Bonita         | 28 de febrero | 16:00 |
| Portuguesa    | 0 - 1 | América          | Luso Brasileiro     | 28 de febrero | 16:00 |
| Flamengo      | 5 - 0 | Resende          | Raulino de Oliveira | 28 de febrero | 17:00 |
| Vasco da Gama | 1 - 1 | Botafogo         | São Januario        | 28 de febrero | 19:00 |
| Volta Redonda | 3 - 1 | Macaé            | Raulino de Oliveira | 29 de febrero | 19:30 |
| Friburguense  | 1 - 2 | Fluminense       | Eduardo Guinle      | 2 de marzo    | 21:45 |

| Flamengo      | 3 - 1 | Bangu            | Raulino de Oliveira | 5 de marzo | 16:00 |
| Bonsucesso    | 1 - 3 | Vasco da Gama    | Los Larios          | 5 de marzo | 18:30 |
| Fluminense    | 1 - 0 | América          | Los Larios          | 6 de marzo | 16:00 |
| Boavista      | 0 - 1 | Botafogo         | Eucy Resende        | 6 de marzo | 16:00 |
| Macaé         | 0 - 1 | Tigres do Brasil | Moacyrzão           | 6 de marzo | 16:00 |
| Resende       | 0 - 0 | Madureira        | Trabalhador         | 6 de marzo | 16:00 |
| Friburguense  | 2 - 0 | Portuguesa       | Eduardo Guinle      | 6 de marzo | 16:00 |
| Volta Redonda | 2 - 0 | Cabofriense      | Raulino de Oliveira | 6 de marzo | 16:00 |

## Taça Guanabara
Los cuatro equipos que quedaron primeros en sus respectivos grupos forman el grupo C y disputan el título de la Taça Guanabara, el título del campeonato. Así, Vasco da Gama, Boavista, Fluminense, Bangu, Botafogo, Flamengo, Volta Redonda y Madureira disputarán el título de la Taça Guanabara. 

### Grupo C
| Pos. | Equipos       | PJ | PG | PE | PP | GF | GC | Dif. | Pts. |
| ---- | ------------- | -- | -- | -- | -- | -- | -- | ---- | ---- |
| 1.   | Vasco da Gama | 7  | 5  | 2  | 0  | 8  | 2  | +6   | 17   |
| 2.   | Fluminense    | 7  | 4  | 2  | 1  | 10 | 3  | +7   | 14   |
| 3.   | Botafogo      | 7  | 4  | 2  | 1  | 8  | 4  | +4   | 14   |
| 4.   | Flamengo      | 7  | 3  | 3  | 1  | 10 | 4  | +6   | 12   |
| 5.   | Volta Redonda | 7  | 2  | 2  | 3  | 6  | 8  | -2   | 8    |
| 6.   | Boavista      | 7  | 2  | 0  | 5  | 3  | 10 | -7   | 6    |
| 7.   | Bangu         | 7  | 1  | 1  | 5  | 5  | 13 | -8   | 4    |
| 8.   | Madureira     | 7  | 0  | 2  | 5  | 4  | 10 | -6   | 2    |

|  |                                                             |
|  | Campeón de la Taça Guanabara y clasificado a la fase final. |
|  | Clasificado a la fase final.                                |
|  | Clasificado a las semifinales de la Taça Río.               |
|  | Eliminados.                                                 |

### Resultados
- Los estadios y horarios de cada juego se encuentran en el fixture publicado por la FFERJ.[6]

- La hora de cada encuentro corresponde al huso horario correspondiente al Estado de Río de Janeiro (UTC-5).

| Flamengo      | 1 - 0 | Madureira     | Raulino de Oliveira | 12 de marzo | 16:00 |
| Boavista      | 1 - 0 | Volta Redonda | Eucy Resende        | 13 de marzo | 15:30 |
| Vasco da Gama | 2 - 0 | Bangu         | São Januario        | 13 de marzo | 16:00 |
| Fluminense    | 1 - 1 | Botafogo      | Raulino de Oliveira | 13 de marzo | 18:30 |

| Volta Redonda | 3 - 1 | Bangu         | Raulino de Oliveira | 19 de marzo | 16:00 |
| Boavista      | 0 - 1 | Vasco da Gama | Kleber Andrade      | 19 de marzo | 16:00 |
| Flamengo      | 0 - 0 | Fluminense    | Pacaembú            | 20 de marzo | 16:00 |
| Botafogo      | 1 - 0 | Madureira     | Los Larios          | 20 de marzo | 18:30 |

| Madureira     | 2 - 2 | Bangu    | Conselheiro Galvão  | 26 de marzo | 15:30 |
| Volta Redonda | 1 - 0 | Flamengo | Raulino de Oliveira | 26 de marzo | 18:30 |
| Vasco da Gama | 1 - 0 | Botafogo | São Januario        | 27 de marzo | 16:00 |
| Fluminense    | 3 - 0 | Boavista | Los Larios          | 27 de marzo | 18:30 |

| Boavista | 1 - 0 | Madureira     | Eucy Resende     | 30 de marzo | 15:30 |
| Botafogo | 2 - 0 | Volta Redonda | São Januario     | 30 de marzo | 19:30 |
| Bangu    | 0 - 1 | Fluminense    | Guilite Coutinho | 30 de marzo | 19:30 |
| Flamengo | 1 - 1 | Vasco da Gama | Mané Garrincha   | 30 de marzo | 21:45 |

| Bangu         | 2 - 1 | Boavista      | Moça Bonita   | 2 de abril | 15:30 |
| Botafogo      | 2 - 2 | Flamengo      | Mario Helênio | 2 de abril | 16:00 |
| Madureira     | 1 - 3 | Fluminense    | Moacyrzão     | 2 de abril | 18:30 |
| Vasco da Gama | 1 - 1 | Volta Redonda | São Januario  | 3 de abril | 16:00 |

| Flamengo      | 3 - 0 | Boavista   | Raulino de Oliveira | 9 de abril  | 16:00 |
| Vasco da Gama | 1 - 0 | Madureira  | São Januario        | 9 de abril  | 18:30 |
| Volta Redonda | 0 - 2 | Fluminense | Raulino de Oliveira | 10 de abril | 16:00 |
| Botafogo      | 1 - 0 | Bangu      | São Januario        | 10 de abril | 18:30 |

| Boavista   | 0 - 1 | Botafogo      | Eucy Resende        | 17 de abril | 16:00 |
| Fluminense | 0 - 1 | Vasco da Gama | Arena da Amazonia   | 17 de abril | 16:00 |
| Madureira  | 1 - 1 | Volta Redonda | Conselheiro Galvão  | 17 de abril | 16:00 |
| Bangu      | 0 - 3 | Flamengo      | Raulino de Oliveira | 17 de abril | 16:00 |

| Bandera del estado de Río de Janeiro |
| Campeón                              |
| Vasco da Gama 12.do título           |

## Taça Río
Los cuatro últimos equipos de los grupos A y B forman el grupo D y disputan el título de la Taça Río. Así, Cabofriense, Portuguesa, Resende, Macaé, América, Friburguense, Tigres do Brasil y Bonsucesso disputarán el título de la Taça Río. El 5° y 6° del grupo C y los dos primeros de este grupo se clasifican a la fase final.

### Grupo D
| Pos. | Equipos          | PJ | PG | PE | PP | GF | GC | Dif. | Pts. |
| ---- | ---------------- | -- | -- | -- | -- | -- | -- | ---- | ---- |
| 1.   | Resende          | 7  | 5  | 0  | 2  | 12 | 8  | +4   | 15   |
| 2.   | Macaé            | 7  | 4  | 1  | 2  | 11 | 7  | +4   | 13   |
| 3.   | Tigres do Brasil | 7  | 3  | 2  | 2  | 9  | 8  | +1   | 11   |
| 4.   | Portuguesa       | 7  | 3  | 2  | 2  | 7  | 6  | +1   | 11   |
| 5.   | Cabofriense      | 7  | 3  | 1  | 3  | 6  | 5  | +1   | 10   |
| 6.   | Bonsucesso       | 7  | 2  | 2  | 3  | 10 | 9  | +1   | 8    |
| 7.   | Friburguense     | 7  | 2  | 0  | 5  | 6  | 12 | -6   | 6    |
| 8.   | América          | 7  | 1  | 2  | 4  | 5  | 11 | -6   | 5    |

|  |                                               |
|  | Clasificado a las semifinales de la Taça Río. |
|  | Descendidos para la Serie B 2017.             |

### Resultados
- Los estadios y horarios de cada juego se encuentran en el fixture publicado por la FFERJ.[7]

- La hora de cada encuentro corresponde al huso horario correspondiente al Estado de Río de Janeiro (UTC-5).

| Portuguesa   | 1 - 0 | Bonsucesso       | Luso Brasileiro  | 12 de marzo | 15:30 |
| Macaé        | 3 - 0 | Resende          | Moacyrzão        | 12 de marzo | 16:00 |
| América      | 2 - 1 | Cabofriense      | Giulite Coutinho | 12 de marzo | 16:00 |
| Friburguense | 0 - 1 | Tigres do Brasil | Eduardo Guinle   | 13 de marzo | 16:00 |

| Resende      | 2 - 0 | Bonsucesso       | Trabalhador    | 19 de marzo | 13:30 |
| Friburguense | 2 - 0 | América          | Eduardo Guinle | 19 de marzo | 14:00 |
| Macaé        | 2 - 1 | Portuguesa       | Moacyrzão      | 19 de marzo | 14:00 |
| Cabofriense  | 0 - 0 | Tigres do Brasil | Correão        | 19 de marzo | 17:30 |

| Resende          | 2 - 1 | Portuguesa  | Trabalhador | 26 de marzo | 15:30 |
| Tigres do Brasil | 2 - 1 | América     | Los Larios  | 26 de marzo | 16:00 |
| Cabofriense      | 1 - 0 | Friburgense | Correão     | 26 de marzo | 19:30 |
| Bonsucesso       | 1 - 1 | Macaé       | Moça Bonita | 27 de marzo | 17:30 |

| Friburgense | 2 - 3 | Resende          | Eduardo Guinle   | 30 de marzo | 19:30 |
| Portuguesa  | 2 - 2 | Tigres do Brasil | Luso Brasileiro  | 31 de marzo | 15:30 |
| América     | 1 - 1 | Bonsucesso       | Giulite Coutinho | 31 de marzo | 16:00 |
| Cabofriense | 0 - 1 | Macaé            | Correão          | 31 de marzo | 19:30 |

| Portuguesa       | 1 - 0 | Cabofriense  | Luso Brasileiro  | 3 de abril | 15:30 |
| Bonsucesso       | 6 - 1 | Friburguense | Moça Bonita      | 3 de abril | 15:30 |
| América          | 0 - 3 | Resende      | Giulite Coutinho | 3 de abril | 16:00 |
| Tigres do Brasil | 3 - 2 | Macaé        | Los Larios       | 3 de abril | 16:00 |

| Friburguense     | 1 - 0 | Macaé      | Eduardo Guinle   | 9 de abril  | 16:00 |
| Cabofriense      | 2 - 0 | Bonsucesso | Correão          | 9 de abril  | 19:30 |
| Tigres do Brasil | 0 - 1 | Resende    | Los Larios       | 10 de abril | 16:00 |
| América          | 0 - 0 | Portuguesa | Giulite Coutinho | 10 de abril | 16:00 |

| Portuguesa | 1 - 0 | Friburguense     | Luso Brasileiro | 16 de abril | 15:15 |
| Bonsucesso | 2 - 1 | Tigres do Brasil | Moça Bonita     | 16 de abril | 15:15 |
| Resende    | 1 - 2 | Cabofriense      | Trabalhador     | 16 de abril | 15:15 |
| Macaé      | 2 - 1 | América          | Moacyrzão       | 16 de abril | 15:15 |

### Fase final
Los dos primeros equipos del Grupo D y los equipos ubicados en las posiciones 5º y 6º del Grupo C disputarán la fase final de la Taça Río. Se jugarán semifinales y final para definir el campeón.
|  | Semifinales   | Semifinales |         |               | Final     | Final     |  |
|  | 23 de abril   | 23 de abril |         |               | 1 de mayo | 1 de mayo |  |
|  |               |             |         |               |           |           |  |
|  |               |             |         |               |           |           |  |
|  | Volta Redonda | 2           |         |               |           |           |  |
|  | Volta Redonda | 2           |         |               |           |           |  |
|  | Macaé         | 1           |         |               |           |           |  |
|  | Macaé         | 1           |         | Volta Redonda | 3         |           |  |
|  |               |             |         | Volta Redonda | 3         |           |  |
|  |               |             | Resende | 0             |           |           |  |
|  | Boavista      | 1           | Resende | 0             |           |           |  |
|  | Boavista      | 1           |         |               |           |           |  |
|  | Resende       | 4           |         |               |           |           |  |
|  | Resende       | 4           |         |               |           |           |  |
|  |               |             |         |               |           |           |  |

| Bandera del estado de Río de Janeiro |
| Campeón                              |
| Volta Redonda 1.er título            |

## Fase final
El equipo campeón de la Taça Guanabara y los tres mejores ubicados disputarán el título del Campeonato Carioca.
|  | Semifinales   | Semifinales |          |               | Final         | Final         | Final         |  |
|  | 24 de abril   | 24 de abril |          |               | 1 y 8 de mayo | 1 y 8 de mayo | 1 y 8 de mayo |  |
|  |               |             |          |               |               |               |               |  |
|  |               |             |          |               |               |               |               |  |
|  | Vasco da Gama | 2           |          |               |               |               |               |  |
|  | Vasco da Gama | 2           |          |               |               |               |               |  |
|  | Flamengo      | 0           |          |               |               |               |               |  |
|  | Flamengo      | 0           |          | Vasco da Gama | 1             | 1             |               |  |
|  |               |             |          | Vasco da Gama | 1             | 1             |               |  |
|  |               |             | Botafogo | 0             | 1             |               |               |  |
|  | Fluminense    | 0           | Botafogo | 0             | 1             |               |               |  |
|  | Fluminense    | 0           |          |               |               |               |               |  |
|  | Botafogo      | 1           |          |               |               |               |               |  |
|  | Botafogo      | 1           |          |               |               |               |               |  |
|  |               |             |          |               |               |               |               |  |

### Semifinales
| 24 de abril de 2015, 16:00 | Vasco da Gama                       | 2:0 (1:0) | Flamengo | Arena da Amazonia, Manaus |  |
|                            | Andrezinho 21' · Wallace 56' (a.g.) | Reporte   |          |                           |  |

| 24 de abril de 2015, 19:00 | Fluminense | 0:1 (1:0) | Botafogo    | Estadio Raulino de Oliveira, Volta Redonda |  |
|                            |            | Reporte   | Ribamar 62' |                                            |  |

### Final
| 1 de mayo de 2015, 16:00 | Botafogo | 0:1 (0:0) | Vasco da Gama      | Estadio Maracanã, Río de Janeiro |  |
|                          |          | Reporte   | Jorge Henrique 60' |                                  |  |

| 26 de abril de 2015, 16:00 | Vasco da Gama  | 1:1 (0:0) | Botafogo       | Estadio Maracanã, Río de Janeiro |  |
|                            | Rafael Vaz 56' | Reporte   | Leandrinho 49' |                                  |  |

| Bandera del estado de Río de Janeiro |
| Campeón                              |
| Vasco da Gama 24.to título           |

## Tabla general
A continuación, se presenta la tabla general de posiciones sin incluir los resultados de la Taça Río ni la fase final del campeonato.
| Pos. | Equipos          | PJ | PG | PE | PP | GF | GC | Dif. | Pts. |
| ---- | ---------------- | -- | -- | -- | -- | -- | -- | ---- | ---- |
| 1.   | Vasco da Gama    | 15 | 11 | 4  | 0  | 26 | 8  | +18  | 37   |
| 2.   | Botafogo         | 15 | 11 | 3  | 1  | 20 | 7  | +13  | 36   |
| 3.   | Flamengo         | 15 | 9  | 4  | 2  | 29 | 8  | +21  | 31   |
| 4.   | Fluminense       | 15 | 8  | 3  | 4  | 26 | 14 | +12  | 27   |
| 5.   | Volta Redonda    | 15 | 5  | 6  | 4  | 19 | 18 | +1   | 21   |
| 6.   | Boavista         | 15 | 6  | 3  | 6  | 16 | 17 | -1   | 21   |
| 7.   | Bangu            | 15 | 4  | 3  | 8  | 18 | 24 | -6   | 15   |
| 8.   | Madureira        | 15 | 3  | 5  | 7  | 16 | 22 | -6   | 14   |
| 9.   | Resende          | 15 | 6  | 4  | 5  | 17 | 19 | -2   | 22   |
| 10.  | Portuguesa       | 15 | 5  | 3  | 7  | 18 | 23 | -5   | 18   |
| 11.  | Macaé            | 15 | 5  | 2  | 8  | 16 | 19 | -3   | 17   |
| 12.  | Tigres do Brasil | 15 | 4  | 3  | 8  | 15 | 25 | -10  | 12   |
| 13.  | Cabofriense      | 15 | 5  | 2  | 8  | 15 | 17 | -2   | 12   |
| 14.  | Bonsucesso       | 15 | 2  | 3  | 10 | 16 | 31 | -15  | 6    |
| 15.  | Friburguense     | 15 | 5  | 2  | 8  | 16 | 25 | -9   | 17   |
| 16.  | América          | 15 | 4  | 4  | 7  | 14 | 20 | -6   | 16   |

Fuente: Web oficial de la Federación de Fútbol de Río de Janeiro
|  |                                                                             |
|  | Campeón del Campeonato Carioca 2015 y clasificado a la Copa de Brasil 2017. |
|  | Subcampeón y clasificado a la Copa de Brasil 2017.                          |
|  | Eliminados en semifinales y clasificado a la Copa de Brasil 2017.           |
|  | Eliminado y clasificado a la Serie D 2016.                                  |
|  | Eliminados del grupo C.                                                     |
|  | Eliminados del grupo D.                                                     |
|  | Descendidos al Campeonato Carioca - A2 2016.                                |